# Ulrike Richter
Ulrike Richter (República Democrática Alemana, 17 de junio de 1959) es una nadadora alemana retirada especializada en pruebas de estilo, donde consiguió ser campeona olímpica en 1976 en los .

## Carrera deportiva
En los Juegos Olímpicos de Montreal 1976 ganó la medalla de oro en los 100 metros espalda —batiendo el récord olímpico con 1:01.83 segundos—, oro en los 200 metros espalda, con 2:13.43 segundos que también fue récord olímpico; en cuanto a las pruebas por equipo, el oro en los 4 x 100 metros estilos, por delante de Estados Unidos y Canadá.
Y en el Campeonato Mundial de Natación de 1973 de Belgrado ganó el oro en los 100 metros espalda y los relevos de 4 x 100 metros estilos, y dos años después, en el Campeonato Mundial de Natación de 1975 celebrado en Cali, Colombia, ganó dos oros en las mismas pruebas que en el anterior, y el bronce en los 200 metros espalda.